# Rosiska Darcy de Oliveira
Rosiska Darcy de Oliveira   (Rio de Janeiro, 27 de març de 1944) és una periodista, escriptora i acadèmica brasilera. Els seus treballs tracten principalment temes com el feminisme, l'educació i la vida contemporània.
Va ser una acèrrima opositora a la dictadura del país, instaurada pel cop d'estat de 1964. És membre de l'Acadèmia Brasilera de Lletres des de 2013.

## Biografia
Va néixer a Rio de Janeiro l'any 1944, va estudiar a l'Instituto de Educação i va escriure per a Tangará, la revista del centre. Es va llicenciar en Dret per la Pontifícia Universitat Catòlica de Rio de Janeiro i va treballar com a periodista per a diverses revistes i diaris als anys 60, com Senhor, Visão, Jornal do Brasil i O Globo.
Durant els seus anys d'universitat, va conèixer Miguel Darcy de Oliveira; es van casar i l'any 1969, durant la dictadura militar. Ell va començar a treballar com a diplomàtic a Ginebra, a Suïssa. Allà, van escriure un informe per a Amnistia Internacional i la Fundació per la Pau Bertrand Russell denunciant casos de tortura per part del règim. El febrer de 1970, Oliveira va ser destinat al Brasil, on va ser empresonat durant 40 dies al Palau d'Itamaraty. Durant aquell temps, Rosiska Darcy va ser interrogada durant 12 hores a l'ambaixada brasilera a Suïssa, fet que també va denunciar davant les organitzacions internacionals.
Va romandre exiliada deu anys a Suïssa. Allà, va conèixer l'educador Paulo Freire, qui va guiar el treball de Rosiska envers l'educació, reforçat pels estudis de la periodista amb Jean Piaget, a la Universitat de Ginebra. El 1971 va fundar amb Freire l'Institut d'Acció Cultural, que va promoure la reconstrucció educativa dels països africans de parla portuguesa després de la seva independència. Va tenir l'oportunitat de treballar amb l'Institut a Guinea-Bissau.
Va estar implicada en el moviment feminista, publicant diversos assaigs sobre la dona en la societat. Fou docent a la Universitat de Ginebra, on va doctorar-se. Va tornar al Brasil el 1983 i es va convertir en assessora del governador adjunt de Rio de Janeiro, Darcy Ribeiro durant quatre anys. El 1991, va fundar i va ser presidenta de la Coalició de Dones Brasileres i va ser nomenada presidenta del Consell Nacional pels Drets de les Dones.
Va copresidir la delegació brasilera a la Conferència Mundial sobre la Dona, va participar en el Consell de Dones i Desenvolupament del Banc Interamericà de Desenvolupament i va representar el Brasil a la Comissió Interamericana de Dones de l'Organització dels Estats Americans. Va defensar la creació de la Trobada Especialitzada de Dones del Mercosur, esdevenint-ne la primera presidenta. Ha participat en projectes de l'ONU i la UNESCO.
Entre 2007 i 2015, va dirigir el moviment "Rio Como Vamos", una organització centrada en la millora social i urbana a Rio de Janeiro.

## Premis i homenatges
L'11 d'abril de 2013 va ser escollida per a la càtedra nº10 de l'Acadèmia Brasilera de Lletres, succeint Ledo Ivo.
L'escriptora és el tema del documental de 2015 Elogio da Liberdade, dirigit per Bianca Comparato.
Entre les condecoracions que ha rebut, destaquen l'Orde de Rio Branco, la Medalla Euclides da Cunha (Acadèmia Brasilera de Lletres), la Medalla Tiradentes (Assemblea Legislativa de l'Estat de Rio de Janeiro) i la Medalha Nísia Floresta (Rio Grande do Norte).

## Obres seleccionades
| - A Libertação da Mulher, Lisboa: Sá da Costa Editora, 1975 - Ivan Illich e Paulo Freire: A Opressão da Pedagogia e a Pedagogia dos Oprimidos, Lisboa: Sá da Costa Editora, 1977 - Vivendo e Aprendendo (coautora), São Paulo: Editora Brasiliense, 1980 - Le Féminin Ambigu, Genève: Editions du Concept Moderne, 1989 - O Elogio da Diferença: o feminino emergente, São Paulo: Editora Brasiliense, 1991 - La Culture des Femmes: tradition et innovation, Paris: UNESCO, 1992 - In Praise of Difference: the rise of global feminism, New Brunswick, New Jersey: Rutgers University Press, 1998 - A Dama e o Unicórnio, Rio de Janeiro: Editora Rocco, 2000 | - Outono de Ouro e Sangue, Rio de Janeiro: Editora Rocco, 2002 - Reengenharia do Tempo, Rio de Janeiro: Editora Rocco, 2003 - A Natureza do Escorpião, Rio de Janeiro: Editora Rocco, 2006 - Chão de Terra, Rio de Janeiro: Editora Rocco, 2010 - Elogio da liberdade (assaigs), Rio de Janeiro: Editora Rocco, 2013 - Baile de máscaras (cròniques), Rio de Janeiro: Editora Rocco, 2013 - Pássaro louco, Rio de Janeiro: Editora Rocco, 2016. - Liberdade, Rio de Janeiro: Editora Rocco, 2021. |